# Archalbot
Archalbot – gaun wikas samiti w zachodniej części Nepalu w strefie Gandaki w dystrykcie Lamjung. Według nepalskiego spisu powszechnego z 2001 roku liczył on 388 gospodarstw domowych i 1916 mieszkańców (1037 kobiet i 879 mężczyzn).